# مهرماه بلما ساتر
مهرماه بَلما ساتر (بالتركية: Mihrimah Belma Satır)‏, (ولدت: 20 فبراير 1961, في أرضروم, تركيا) سياسية تركية. ونائب حالي وسابق في البرلمان التركي لأكثر من دورة ممثلة عن حزب العدالة والتنمية.